# 阿诺德·巴克斯
阿诺德·埃德华·特雷弗·巴克斯爵士，KCVO（英語：Sir Arnold Edward Trevor Bax，1883年11月8日—1953年10月3日），英国作曲家，诗人。

## 生平
巴克斯生于伦敦一个祖籍荷兰的中上层家庭，小时候即展露出过人的音乐天赋，尤其喜爱在钢琴上弹奏瓦格纳歌剧中的旋律。他最早与古典音乐发生亲密接触的几次经历中就包括了欣赏瓦格纳的《特里斯坦与伊索尔德》，这部歌剧给他自己的音乐风格也打下了深深的烙印。1900年至1905年求学于皇家音乐学院，1942年起任王室音乐指导，1953年逝世于爱尔兰的科克。

## 音乐风格
巴克斯是一位多产作曲家，然而他的作品却流传不是特别广。这一方面大约是由于他身处20世纪，却在风格上倾向浪漫主义；另一方面，他作为英国作曲家，也不是典型的英国风格，除了瓦格纳的浪漫主义戏剧性音乐之外，他主要受到两个因素的影响，一是爱尔兰的凯尔特文化，尤其是诗人威廉·巴特勒·叶芝的作品，二是1910年访问俄国后受到俄罗斯音乐的影响。

## 著名作品

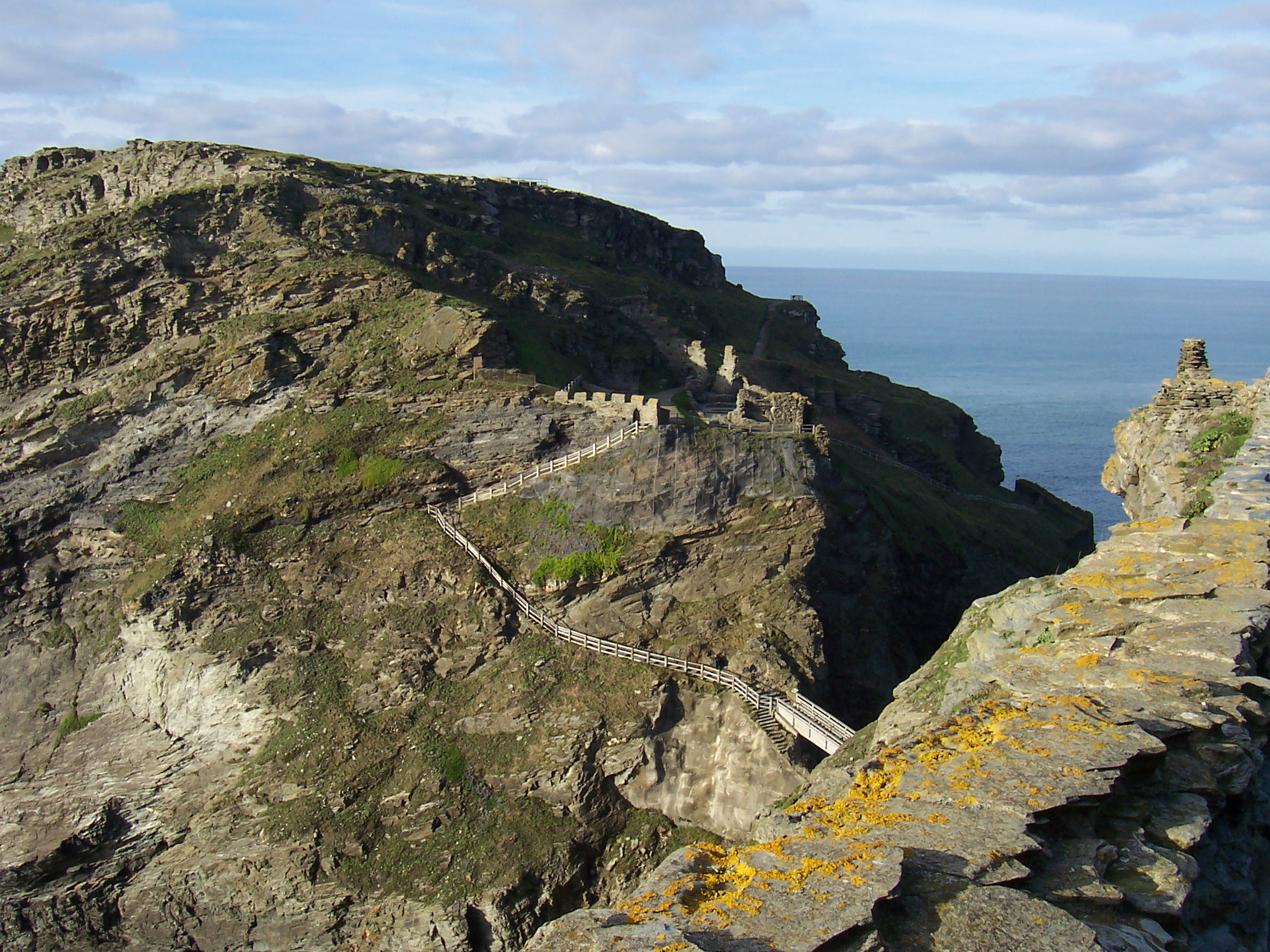
康沃尔郡的廷塔基尔城堡遗址，有着与亚瑟王相关的传奇故事。

巴克斯最著名的作品基本上是交响曲和交响诗，这些作品洋溢着浪漫主义精神，配器华丽，旋律丰富，但是不免被人冠以“保守”的评论。他的交响诗《廷塔基尔》讲述了康沃尔的廷塔基尔城堡的壮观景色与古老传说，其中引用了《特里斯坦与伊索尔德》中的一些元素，这部作品大约是巴克斯最有名气的一部作品。他同时还擅长写作，他的自传《别了，我的青年时代》（Farewell My Youth）是作曲家所写书籍中相当优秀的一部。